# Fangxian (köpinghuvudort i Kina, Jiangsu Sheng, lat 32,00, long 119,73)
Fangxian (kinesiska: 访仙, 访仙镇) är en köpinghuvudort i Kina. Den ligger i provinsen Jiangsu, i den östra delen av landet, omkring 88 kilometer öster om provinshuvudstaden Nanjing. Antalet invånare är 51 357. Befolkningen består av 25 523 kvinnor och 25 834 män. Barn under 15 år utgör 9,0 %, vuxna 15-64 år 78 %, och äldre över 65 år 11,0 %.
Runt Fangxian är det tätbefolkat, med 982 invånare per kvadratkilometer. Närmaste större samhälle är Menghe, 11,0 km öster om Fangxian. Trakten runt Fangxian består till största delen av jordbruksmark.
Genomsnittlig årsnederbörd är 1 525 millimeter. Den regnigaste månaden är juli, med i genomsnitt 289 mm nederbörd, och den torraste är januari, med 43 mm nederbörd.